# Exoneura punctata
Exoneura punctata är en biart som beskrevs av Rayment 1930. Exoneura punctata ingår i släktet Exoneura och familjen långtungebin. Inga underarter finns listade i Catalogue of Life.